# Rosellor
Rosellor (Platycercus) är ett litet släkte med fåglar i familjen östpapegojor inom ordningen papegojfåglar som återfinns i Australien. Släktet rosellor omfattar sex arter:
- Grön rosella (P. caledonicus)
- Blåkindad rosella (P. elegans)
- Svarthättad rosella (P. venustus)
- Praktrosella (P. eximius)
- Vitkindad rosella (P. adscitus)
- Gulkindad rosella (P. icterotis)